# 恋 (小池真理子)
『恋』（こい）は、小池真理子による日本の小説、およびそれを原作とするテレビドラマ。1995年10月に早川書房「ハヤカワ・ミステリワールド」レーベルより刊行された。第114回直木三十五賞受賞作。
1993年から1994年にかけて何を書いても納得できない状態にあった小池が、1994年12月のある日、バッハの『マタイ受難曲』を聴いていた時に、本作の構想やテーマ、登場人物の造形が「嵐のように脳髄を突き抜けてい」き、「神が降りた」感覚のもと書き上げたもので、「作家人生の転機となったとても大切な作品」「生まれて初めて小説を書いて満足し、もういつ死んでもいいと思った作品」であると述べている。累計発行部数は2013年12月現在で70万部以上。
第114回（1995年下半期）直木三十五賞にノミネートされ、藤原伊織の『テロリストのパラソル』と共に受賞。同回では小池の夫・藤田宜永の『巴里からの遺言』もノミネートされ、夫婦同時ノミネートとして話題にもなったが、結果的に当落を分かつことになったため、心の底から喜ぶことはできなかったという。2001年に、藤田が『愛の領分』で直木賞を受賞した後の夫婦対談で「あのときは半分嬉しくて半分辛くて、天国と地獄の間を行きつ戻りつしてたような日々が続いた」と語り、夫婦関係にひびが入る覚悟もしたと言うが、藤田は対談の中でそれを否定した。
石原さとみ主演でテレビドラマ化され、2013年12月16日に放送された。

## あらすじ
あさま山荘事件の回顧記事執筆のため、当時の新聞を確認していたノンフィクション作家の鳥飼三津彦は、事件解決と同日に小さく報じられていた、同じ軽井沢で起きた女子大生による殺人事件を知る。日本中が注目していた大きな事件の陰に隠れていたこの事件に興味を持った鳥飼は、模範囚として既に出所していた犯人・矢野布美子へインタビューを申し込む。決してスキャンダル記事を書くわけではないと説くが、布美子は頑なに拒み、やがて勤めていた店を去り姿を消してしまう。仕事に忙殺され時が経ったある日、布美子から姿を消したことを詫びるとともに、癌で死期が迫っていることをしたためた手紙が届く。入院先を突き止めた鳥飼は、時間の許す限り布美子のもとに日参し、他愛もない世間話をする。やがて、鳥飼に信頼を寄せるようになった布美子は、裁判でも明かさず、報じられることのなかった隠された事件の真実を語り始める。

## 登場人物
矢野 布美子（やの ふみこ）
M大学在学中の22歳の時に、軽井沢で男性1人を射殺、もう1人の男性に怪我を負わせ、懲役14年の判決を下される。控訴せず服役し、模範囚として10年で出所した。
20歳の時にS大学文学部助教授・片瀬信太郎が手がけるイギリスの長編小説の翻訳の手伝いをするアルバイトをすることになり、親しくなった片瀬夫妻の奔放な夫婦関係に惹かれ、倒錯した関係に陥っていく。
鳥飼 三津彦（とりかい みつひこ）
ノンフィクション作家。あさま山荘事件の回顧記事を執筆中に、同日に報道されていた布美子の事件を初めて知り、興味を持ちインタビューを試みる。
片瀬 信太郎（かたせ しんたろう）
S大学の文学部助教授。事件当時35歳。
貧乏学生だった時に元子爵の娘・雛子と駆け落ち同然に結婚。後に、結婚に反対していた雛子の父親が娘恋しさに許し、現在居住しているマンションと軽井沢にある別荘を譲られる。
イギリスの新人作家の長編小説『ローズサロン』の翻訳のため、下訳のアルバイトとしてゼミの学生に紹介された布美子を採用し、妻と共に親しくなっていく。
片瀬 雛子（かたせ ひなこ）
信太郎の妻。元子爵・二階堂忠志の長女。
健啖家で、信太郎から“雛子の胃袋はズダ袋”と言われるほどよく食べる。得意料理は豚の角煮。
信太郎の教え子の半田を始め、信太郎公認の愛人関係にある男性が複数いる。
大久保 勝也（おおくぼ かつや）
布美子に射殺された男性。当時25歳。軽井沢にある電機店「信濃電機」のアルバイト従業員。通俗的なことを嫌い、より無意味なものを求める。
布美子の2度目の夏の滞在時に、家電製品が次々に壊れたため、買い換えるために来てもらう。美男子ではないが、強烈な印象を残す青年で、雛子がそれまでにないほどどうしようもなく惹かれた。
野平（のひら）
布美子が出所後に働いていたカレー店〈インディア〉の経営者夫婦。
唐木 俊夫（からき としお）
布美子の片瀬夫妻と出会う前の恋人。新左翼系セクトの活動家。佐藤栄作訪米阻止闘争デモで逮捕され、足に大怪我を負い、活動から身を引き布美子のヒモ状態になり、後に別れる。
坂田 春美（さかた はるみ）
布美子の大学の生協の職員。布美子に弟のゼミの先生である片瀬が募集していたアルバイトを紹介する。
坂田 浩二（さかた こうじ）
春美の弟。S大学文学部。同大テニス同好会所属。信太郎のゼミの学生。
二階堂 忠志（にかいどう ただし）
雛子の父親。元子爵。二階堂汽船の社主。
ヒデ
片瀬家のお手伝いさん。元は二階堂家の使用人。
半田 紘一（はんだ こういち）
S大学院生。片瀬ゼミの学生だった。雛子の愛人、ボーイフレンド。
副島（そえじま）
イタリアンレストラン〈カプチーノ〉店主。片瀬夫妻の友人。旧軽井沢に別荘を持っており、狩猟が趣味。軽井沢滞在中限定の雛子の愛人。

## テレビドラマ
2013年12月16日にTBS系列で『月曜ゴールデン』特別企画として21:00 - 23:09（JST）に放送された。脚本・監督は『遺恨あり 明治十三年 最後の仇討』で第37回放送文化基金賞本賞を受賞した源孝志が「独特の精神世界をどう具現化するべきかその入り口で悩んだ」と告白しつつ担当したが、今まで数えきれないくらいあったオファーの中で初めて小池が「この脚本なら託せる」と直感し、映像化が実現したという経緯がある。小池は実際完成した作品を観て、「不覚にも涙がにじんだ」「役者の方々が作品の中に溶け込んでくれていた」と出来上がりには太鼓判を押している。

### キャスト
- 矢野布美子〈22・63〉 - 石原さとみ（青年期） / 原田美枝子（老年期）
- 片瀬信太郎〈37〉 - 井浦新
- 片瀬雛子〈30〉 - 田中麗奈
- 大久保勝也〈30〉 - 斎藤工
- 鳥飼三津彦〈45〉 - 渡部篤郎
- 半田 - 柿澤勇人
- 副島 - 風間トオル
- 植木屋 - 石橋蓮司

### スタッフ
- 脚本・監督 - 源孝志
- 音楽 - 阿部海太郎
- ガンエフェクト - パイロテック
- アクションコーディネイター - 釼持誠
- 特殊メイク - 宗理起也
- CG - イレブングラフィックス
- 技術協力 - ビデオスタッフ
- 照明協力 - ザ・ホライズン
- 音響効果 - メディアハウスサウンドデザイン
- 編集・MA - ザ・チューブ
- プロデューサー - 槙哲也（ホリプロ）、河野美里（ホリプロ）
- チーフプロデューサー - 菅井敦（ホリプロ）
- 企画協力 - 愛企画
- 製作 - TBS、ホリプロ